# Andy Abraham
Andrew Abraham (ur. 17 lipca 1964 w Londynie) – brytyjski piosenkarz wykonujący popową i soulową pochodzący z Grenady.
Zdobywca drugiego miejsca w finale drugiej edycji programu The X Factor (2005). Reprezentant Wielkiej Brytanii w 53. Konkursie Piosenki Eurowizji (2008).

## Życiorys
Zaczął interesować się muzyką w szkole, gdzie razem ze znajomymi tworzył piosenki dla zabawy. Kilka lat później jego siostra dołączyła do zespołu muzycznego, w który również został zaangażowany. Na początku kariery brał udział w konkursach muzycznych, w międzyczasie pracował jako śmieciarz, później był kierowcą autobusu oraz drukarzem. Po udziale w spektaklu Houselight Family zdecydował się na porzucenie pracy jako drukarz i pójście do szkoły muzycznej. Po dziewięciu miesiącach porzucił szkołę na rzecz zespołu Tru-Mix, który założył ze swoimi dwoma znajomymi. Po nagraniu ok. 30 utworów grupa miała w planach wydanie płyty, jednak ostatecznie do nagrań nie doszło, a Abraham na jakiś czas porzucił karierę muzyczną.
Na początku 2005 wziął udział w przesłuchaniach do drugiej edycji programu The X Factor. Dotarł do finału, w którym zajął drugie miejsce, przegrywając z Shayne’em Wardem. Po udziale w programie otrzymał możliwość wydania debiutanckiej płyty pod szyldem wytwórni Sony BMG, która w marcu 2006 wydała album pt. The Impossible Dream. Abraham umieścił na płycie nowe aranżacje soulowych i jazzowych utworów we własnej interpretacji. Krążek uzyskał sprzedaż ponad 176 tys. egzemplarzy w pierwszym tygodniu po premierze i dotarł do drugiego miejsca brytyjskich list najczęściej kupowanych płyt, ostatecznie został sprzedany w ponad 300 tys. kopiach, dzięki czemu zyskał status platynowej płyty w kraju. W listopadzie ukazał się drugi album studyjny Abrahama pt. Soul Man, który dotarł do 19. miejsca krajowej listy najczęściej kupowanych płyt.
W 2008 Abraham otrzymał zaproszenie od telewizji BBC do udziału w koncercie Eurovision - Your Decision 2008 będącym krajowymi eliminacjami do 53. Konkursu Piosenki Eurowizji. W marcu wygrał selekcje z utworem „Even If”, dzięki czemu został wybrany na reprezentanta Wielkiej Brytanii podczas międzynarodowego finału konkursu organizowanego w Belgradzie. W maju wystąpił w finale i zajął ostatnie, 25. miejsce z 14 punktami na koncie. Również w maju wydał pierwszy album kompilacyjny pt. Very Best Of, na którym umieścił swoje największe przeboje. Na początku czerwcu wydał trzeci album studyjny pt. Even If.
W marcu 2012 wydał czwarty album studyjny pt. Remember When.... W latach 2012–2013 odbył dwie trasy koncertowe: History of the Big Bands i Boogie Nights.

## Życie prywatne
Żonaty z Denise. Mają dwoje dzieci, Tarę i Jacoba.

## Dyskografia
Albumy studyjne
- The Impossible Dream (2006)
- Soul Man (2006)
- Even If (2008)
- Remember When... (2012)

Albumy kompilacyjne
- Very Best Of (2008)